# Wasserturm (Grafenwöhr)

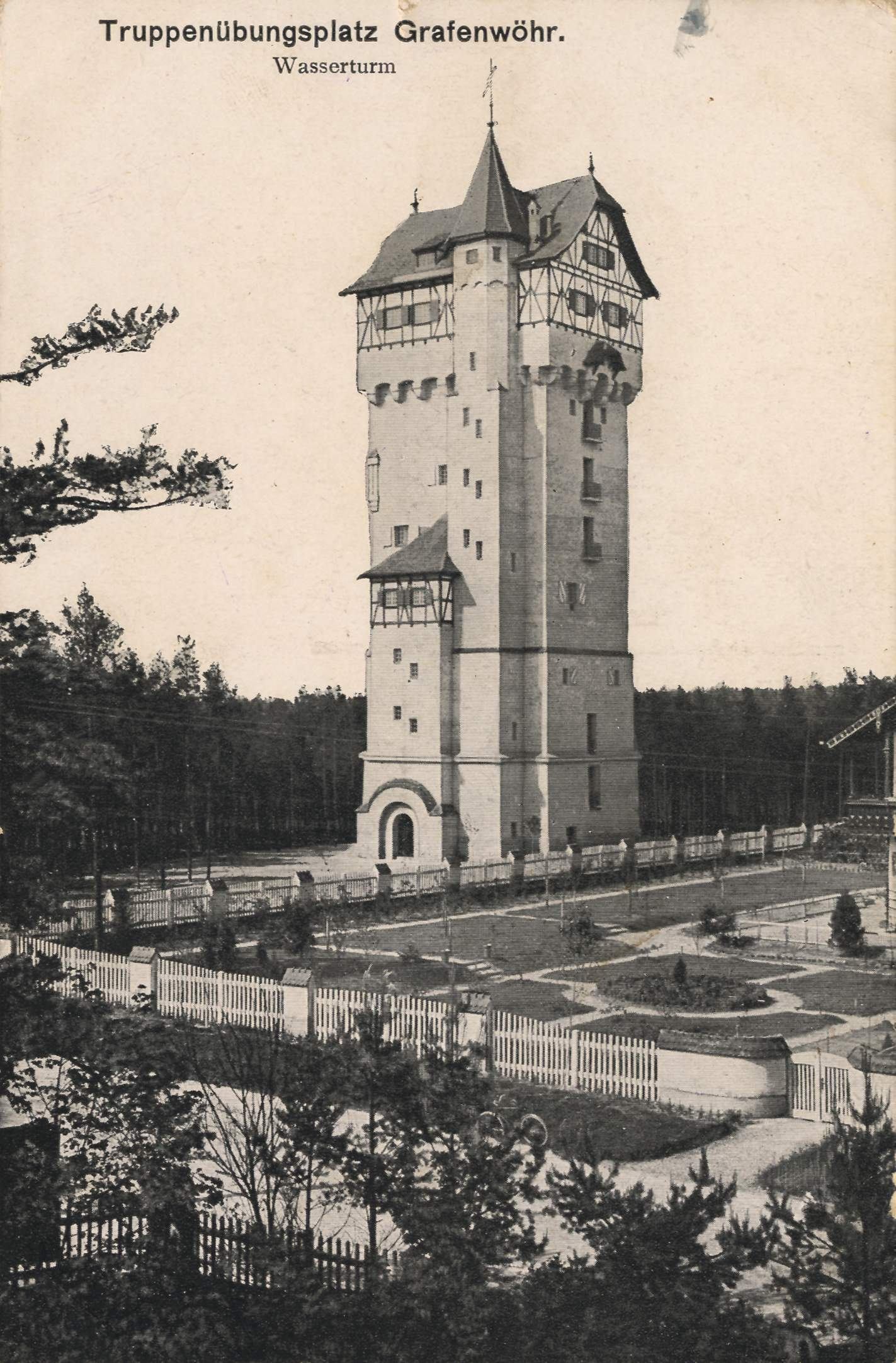
Wasserturm Grafenwöhr, um 1911

Der Wasserturm von Grafenwöhr ist seit seiner Errichtung Anfang des 20. Jahrhunderts das Wahrzeichen sowohl der Gemeinde in der Oberpfalz als auch des Truppenübungsplatzes Grafenwöhr und bildet mit dem nahegelegenen Forsthaus ein Bauensemble. Der rund 43,5 Meter hohe Wasserturm, mitunter als  „großer alter Herr des Übungsplatzes“ bezeichnet, ziert mit seiner aufgesetzten Kanonensilhouette zahlreiche Ansichtskarten, Bierkrüge und andere Souvenirs. Zur Entstehungsgeschichte des Bauwerks kamen erst 2010 genauere Informationen ans Licht.

## Geschichte und Baubeschreibung

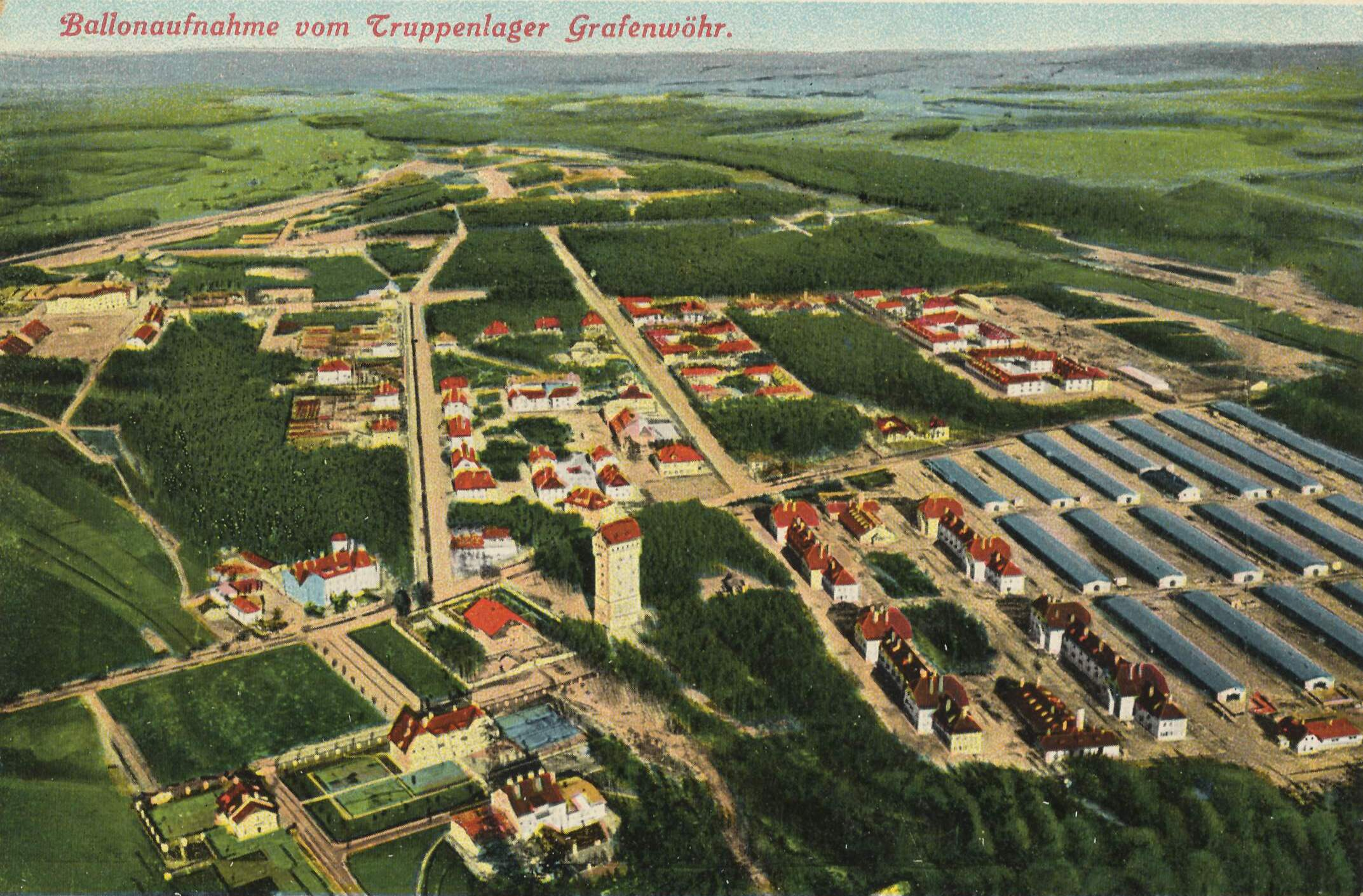
Ballonaufnahme vom Truppenlager Grafenwöhr, um 1910

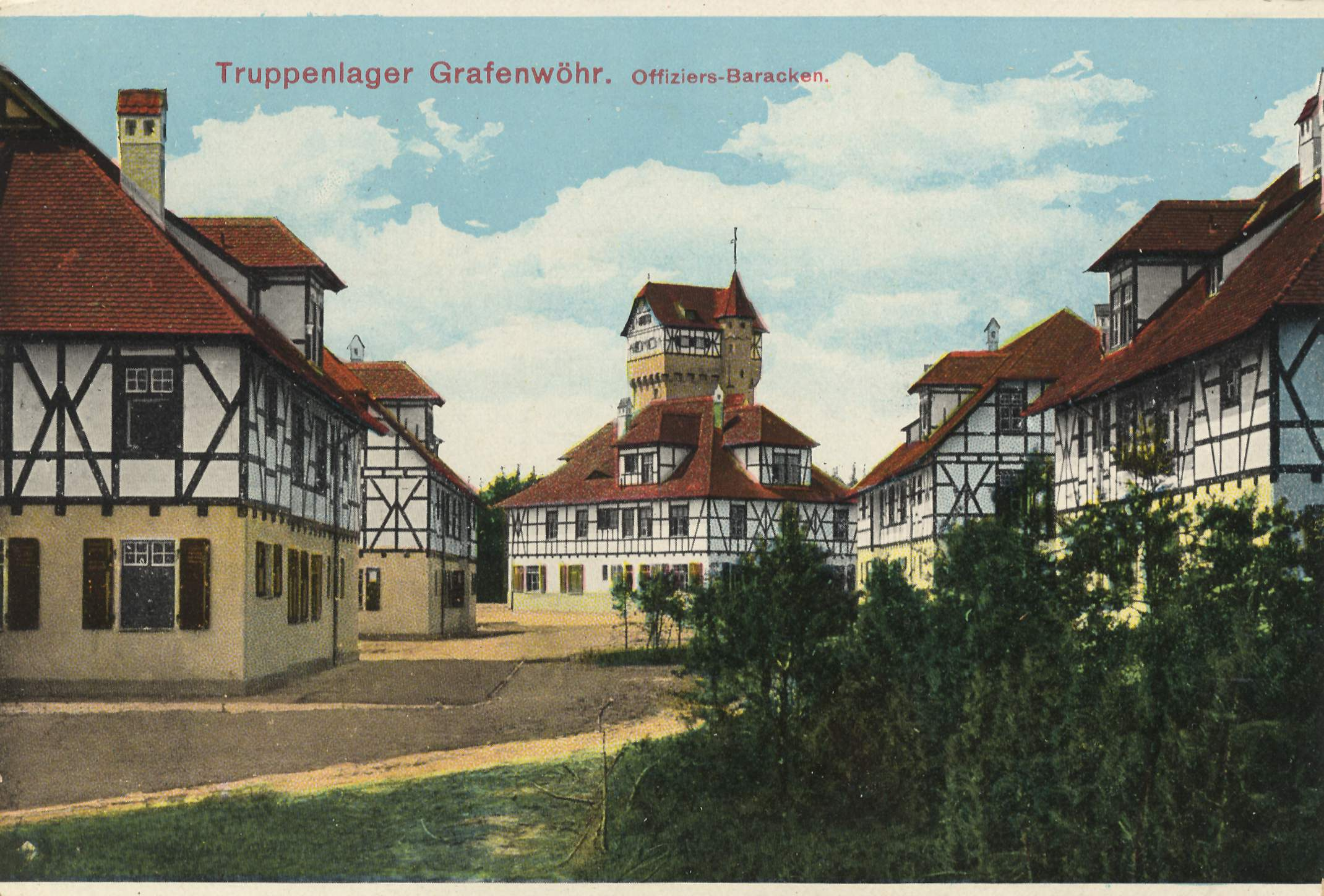
Offiziersbaracken, im Hintergrund der Wasserturm, um 1911

Die Planungen für den Truppenübungsplatz in Grafenwöhr begannen bereits im Jahr 1907. Ursprünglich beauftragte das Bayerische Kriegsministerium den seinerzeit in Nürnberg lebenden Architekten Jürgen Sievers mit der Planung und Durchführung der notwendigen Bauvorhaben. Und nachdem der Prinzregent Luitpold von Bayern 1908 die Verfügung für den Truppenübungsplatz erlassen und die Errichtung der „Garnison Grafenwöhr“ genehmigt hatte, dauerte die vorerst endgültige Ausgestaltung des im Volksmund später lediglich als Lager bezeichneten Geländes bis 1915 an. Knapp ein Jahrhundert lang wurde daher auch die Planung des Wasserturms als ein ausschließliches Werk von Jürgen Sievers als „Chefs der Heeresbauleitung“ angenommen. Die überregionale Berichterstattung in der Presse anlässlich des 100. Gründungsjubiläums des Truppenübungsplatzes führten schließlich zu neuen Erkenntnissen: Als Ida Kopp-Schwertner aus Nürnberg, die Enkelin des 1916 verstorbenen königlichen Baurats Wilhelm Kemmler, auf Einladung des örtlichen Heimatvereins 2010 unter anderem den Wasserturm besichtigte, war auf den im Turm ausgestellten Kopien der Originalpläne des Wasserturms unter anderem zu lesen: „[...] ausgeführt vom Militärbauinspektor Kemmler in der Zeit vom 26. August 1909 bis zum 30. Juni 1911“.
Die Bauarbeiten oblagen dem Baugeschäft Peter Weiß in Weiden in der Oberpfalz. Auf den Sockel, ebenso wie die Treppen und der Eingangsbogen aus regionalem Sandstein gestaltet, wurde der rund 43,5 Meter hohe Turm zum Teil mit Reichsformat-Ziegelsteinen aufgemauert. So entstanden im zweiten und im achten Geschoss zwei riesige Wasserbehälter – der obere für rund 450 Kubikmeter Trinkwasser –, die durch ihre Höhe den Wasserdruck für das Leitungsnetz des Truppenübungslagers sicherstellten. In der sogenannten „Schieberkammer“ führten die gusseisernen Wasserrohre zu Armaturen, Absperrschieber und Ventilen. Ein 1910 als Emaille-Schild angebrachte Gebrauchsanleitung diente der Bedienung der Absperrhähne, zum Befüllen und Entleeren der Turmbehälter und letztlich zunächst der Versorgung des Mannschaftslagers, der Kommandantur und des Stalllagers.
Zur Zeit des Nationalsozialismus und während des Zweiten Weltkriegs wurde der Wasserturm in Tarnfarbe angestrichen und entging so – ebenso wie das Forsthaus – im April 1945 wohl nur durch Zufall den durch zwei Luftangriffe der Alliierten niedergehenden Spreng- und Brandbomben, die rund um den Turm Gebäude zerstörten und tiefe Explosionskrater hinterließen.
Nach dem Krieg – Grafenwöhr lag nun in der US-amerikanischen Besatzungszone – fand die neue Hausherrin des Truppenübungsplatzes, die US-Militärregierung (OMGUS), „[...] gefallen am Lager, dem Wasserturm und den [erhaltenen] historischen Gebäuden“: Schon 1946 wurde der Turm eingerüstet und neu getüncht, das Lager nun für die US-Soldaten in Teilen neu aufgebaut oder instand gesetzt und dann jahrzehntelang gepflegt. Nach den weiteren Sanierungsarbeiten am Wasserturm im Jahr 1974 wurde er 1994 nochmals überholt. Im ehemaligen Wasserbehälter im zweiten Geschoss richtete die US-Armee einen „[...] Konferenzraum mit modernster, technischer Ausstattung“ ein. Im Juli 2008 wurden die Fensterläden nach den ursprünglichen Mustern wieder vervollständigt.
Im Jahr 2010 war der Wasserturm wieder eingerüstet, als die Enkelin Kemmlers dem 1. Oberpfälzer Kultur- und Militärmuseum in Grafenwöhr Teile des Nachlasses des Architekten übereignete und so vergessene, aber entscheidende Details zur Entstehungsgeschichte des Wasserturms aufdeckte. In jenem Jahr wurde der Turm zusammen mit dem Forsthaus in die Denkmalliste aufgenommen. 2013 wurde die Kanonensilhouette auf der Spitze des Treppenturms erneuert, und in drei Geschossen entstand eine Ausstellung über die Geschichte des Militärareals.
Unterdessen erfüllt der obere Wasserbehälter noch immer seinen ursprünglichen Zweck. Für Besucher gibt es regelmäßig Führungen im und auf dem Turm.